# Friedrich Heitmann

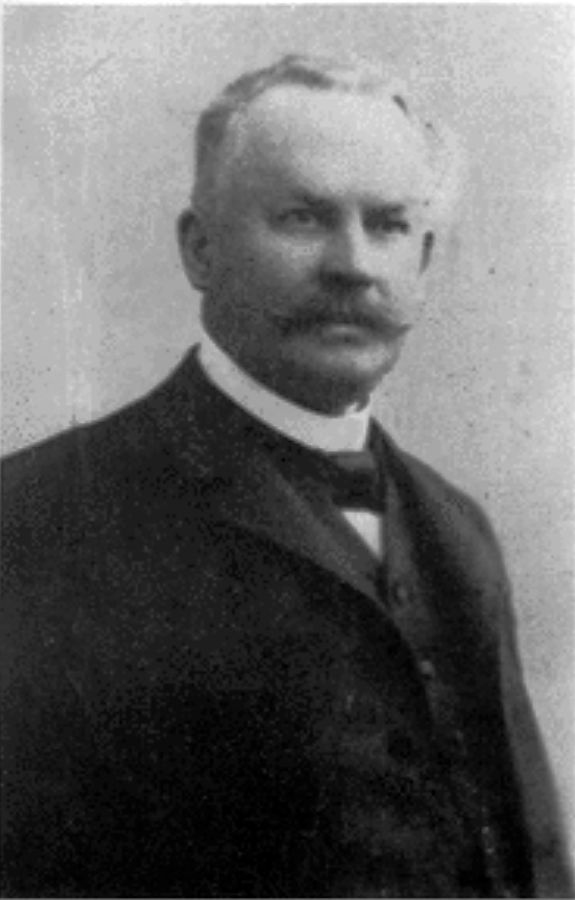
Friedrich Heitmann

Friedrich Adalbert Eduard „Fritz“ Heitmann (* 27. Oktober 1853 in Ahlen, Westfalen; † 13. August 1921 in Königsberg, Ostpreußen) war ein deutscher Architekt, der vor allem Kirchenbauten in Ostpreußen schuf.

## Leben
Heitmann besuchte das Gymnasium im westfälischen Coesfeld bis zur Unterprima und studierte anschließend an der Fachschule des Technikums in Frankenberg in Sachsen. Er legte 1875 die Abschlussprüfung ab. Nach dem Militärdienst war er als Vermessungsgehilfe in Anklam tätig.
Für Anklam errichtete er auch das Postamt, nachdem er 1877 in den Dienst der Kaiserlichen Reichspost- und Telegrafen-Verwaltung eingetreten war. Er entwarf auch die Bauten für Postämter in Leipzig, Swinemünde und Rostock. 1886 wurde er an die Oberpostdirektion Königsberg berufen, er war bis 1886 mit Postbauten in Gumbinnen und Pillau beauftragt. 
In den Folgejahren führte er zusammen mit dem Landesdenkmalpfleger und Provinzialkonservator Adolf Bötticher (1842–1902) eine Bestandsaufnahme der Bau- und Kunstdenkmäler Ostpreußens durch.
Gemeinsam mit seinem Freund und Baurat Joseph Kretschmann machte er sich in Königsberg selbständig und gründete 1898 die Königsberger Immobilien- und Baugesellschaft, die die Villenkolonie in Amalienau baute (darunter sein eigenes Wohnhaus).
Als Hauptmann der Landwehr zog er 1914 für einige Monate in den Ersten Weltkrieg. Durch seine Kriegsteilnahme wurde er berufsunfähig und musste aus Finanznot seine Villa Kastanienallee 12 veräußern. Er wohnte danach im Pfarrhaus der St.-Adalbert-Kapelle, wo er am 13. August 1921 starb. Er hinterließ drei Töchter und den Sohn Wynrich. Sein Enkel, der promovierte Jurist Dr. Heinrich Heitmann, ehemaliger BMW-Vorstand, bereitet 2001 seinen Ruhestand vor.
Der Zeit entsprechend verwendete er historistische Bauformen, vorzugsweise der Neugotik und der Neuromanik in Backsteinbauweise nach dem Vorbild mittelalterlicher Deutschordens-Architektur.

## Auszeichnungen
Heitmann wurde 1901 mit dem preußischen Kronenorden IV. Klasse ausgezeichnet, Kaiser Wilhelm II. übergab den Orden anlässlich der Einweihung der Luisenkirche. 1914 erhielt er den Ehrentitel Königlicher Baurat für seine Verdienste um das öffentliche Bauwesen. Papst Pius X. verlieh ihm das Ehrenkreuz Pro Ecclesia et Pontifice wegen seiner vielen Kirchenbauten. Als Soldat erhielt er Ende 1914 oder Anfang 1915 das Eiserne Kreuz II. Klasse.

## Bauten (Auswahl)
Friedrich Heitmann baute zunächst Postämter, später zahlreiche katholische und einige evangelische Kirchen im Ermland, in Königsberg und anderen Orten in Ostpreußen. Nicht mehr vorhandene Bauten sind kursiv gesetzt.
| Jahr                   | Ort                                       | Gebäude                                                          | Bild | Bemerkungen |
| ---------------------- | ----------------------------------------- | ---------------------------------------------------------------- | ---- | --- |
| nach 1877              | Anklam, Vorpommern                        | Postamt                                                          |      | |
| zwischen 1878 und 1885 | Leipzig                                   | Postamt                                                          |      | |
| zwischen 1878 und 1885 | Swinemünde, heute Świnoujście, Vorpommern | Postamt                                                          |      | |
| zwischen 1878 und 1885 | Rostock                                   | Postamt                                                          |      | |
| 1886–1887              | Gumbinnen, heute Gussew                   | Postamt                                                          |      | |
| nach 1886              | Pillau, heute Baltijsk                    | Postamt                                                          |      | |
| 1892                   | Lipowitz, heute Lipowiec                  | Katholische St.-Valentin-Kirche                                  |      | neugotisch |
| 1892–1896              | Groß Kleeberg, heute Klebark Wielki       | Katholische Kirche                                               |      | neugotisch |
| 1894–1896              | Braunswalde, heute Brąswałd               | Katholische Kirche                                               |      | neugotisch |
| 1895–1896              | Rastenburg, heute Kętrzyn                 | St.-Katharinen-Kirche                                            |      | neugotisch |
| 1895–1896              | Königsberg, heute Kaliningrad             | Palaestra Albertina                                              |      | neugotisch, heute Schwimm- und Sporteinrichtung der Baltischen Flotte                                                                   |
| 1893–1897              | Diwitten, heute Dywity                    | Katholische Kirche                                               |      | neugotisch |
| 1897–1899              | Kobulten, heute Kobułty                   | Katholische Kirche                                               |      | neugotisch |
| 1899–1901              | Königsberg-Amalienau                      | Evangelische Königin-Luise-Gedächtniskirche an der Lawsker Allee |      | neuromanisch, heute Puppentheater |
| 1901–1902              | Königsberg                                | Hauptpostamt und Telegrafenamt am Gesekusplatz                   |      | neugotisch |
| 1901–1903              | Allenstein, heute Olsztyn                 | Herz-Jesu-Kirche                                                 |      | neugotisch, sein größter Kirchenbau im heutigen Polen                                                                                   |
| 1901–1903              | Groß Friedrichsdorf, heute Gastellowo     | Evangelische Kirche                                              |      | wahrscheinlich unrichtige Zuschreibung                                                                                                  |
| 1902–1904              | Königsberg-Amalienau                      | Adalbertskapelle                                                 |      | neugotisch, heute orthodox |
| um 1904                | Königsberg-Amalienau                      | Villen                                                           |      | mehrere Villen in Amalienau, an dessen Entstehung Heitmann maßgeblich beteiligt war; Villa Heitmann für sich selbst, Villa Grenz (1905) |
| 1904                   | Königsberg                                | Jüdisches Waisenhaus                                             |      | als bauleitender Architekt, nach Entwürfen von Fritz Behrendt, erhalten                                                                 |
| 1904                   | Tapiau, heute Gwardejsk                   | Katholische St.-Josephs-Kirche bzw. Kapelle                      |      | heute als Geschäft genutzt |
| 1905                   | Königsberg-Amilienau, heute Kaliningrad   | Wohnhaus Grenz                                                   |      | Reformarchitektur |
| 1904–1907              | Königsberg-Haberberg                      | Katholische Kirche zur Heiligen Familie                          |      | neugotisch, heute Philharmonie |
| 1908–1910              | Süßenthal, heute Sętal                    | Katholische St.-Nikolai-Kirche                                   |      | neugotisch, Neubau, nachdem die bisherige Kirche 1908 abgebrannt war, 1911 Weihe                                                        |
| 1909–1910              | Pillau, heute Baltijsk                    | Katholische Kirche Maria Meeresstern                             |      | 1945 zerstört |
| 1910                   | Königsberg                                | Evangelische Lutherkirche auf dem Viehmarkt                      |      | Neurenaissance / Neubarock, nach 1945 zerstört                                                                                          |
| 1912                   | Insterburg, heute Tschernjachowsk         | Katholische St.-Bruno-Kirche                                     |      | neugotisch |
| 1909–1913              | Ponarth, heute Dimitrowo                  | Katholisches Waisenhaus mit St.-Josephs-Kapelle                  |      | Kapelle ist erhalten, Waisenhaus zerstört (es gab noch eine St.-Josephs-Kirche von 1930, die ebenfalls zerstört ist)                    |
| 1910–1913              | Groß Bössau, heute Biesowo                | Katholische Kirche                                               |      | neugotisch |
| 1911–1913              | Osterode, heute Ostróda                   | Kirche der Unbefleckten Empfängnis der Seligen Jungfrau Maria    |      | neugotische Erweiterung der bestehenden Kirche                                                                                          |
| 1911–1913              | Schönbrück, heute Sząbruk                 | Katholische Kirche                                               |      | neubarocker Erweiterung der bestehenden Kirche                                                                                          |
| 1912–1913              | Allenstein, heute Olsztyn                 | Katholische St.-Josef-Kirche                                     |      | neuromanisch |
| 1913                   | Mohrungen, heute Morąg                    | Kreiskrankenhaus                                                 |      | erhalten? |
| 1914                   | Jonkendorf, heute Jonkowo                 | Katholische Kirche                                               |      | neugotische Erweiterung der Kirche |
| ?                      | Dietrichswalde, heute Gietrzwałd          | Katholische Kapelle (?)                                          |      | möglicherweise eine der kleinen Kapellen in dem Wallfahrtsort (nicht die große Kirche und die große Kapelle, die 1877 gebaut wurde)     |

Weitere Bauten waren
- Kreishaus in Gerdauen
- Krankenhaus in Gerdauen
- Kreishaus in Braunsberg
- verschiedene Gutshäuser auf dem Land